# Ex-Yu Cup
Ex-Yu Cup är en internationell herrbasketturnering som spelas mellan landslag från tidigare Jugoslavien. Turneringen sponsras av Adecco och spelas med FIBA-regler.

## Historik
| År   | Värd      | Arena         | Etta    | Tvåa                    | Finalresultat |
| ---- | --------- | ------------- | ------- | ----------------------- | ------------- |
| 2011 | Slovenien | Arena Stožice | Serbien | Kroatien                | 80–71         |
| 2012 | Slovenien | Arena Stožice | Serbien | Bosnien och Hercegovina | 1             |

^1  Turneringen avgjordes endast genom seriespel.

### Fotnoter
1. ↑  Basketball Tournament for the Adecco EX-YU Cup Arkiverad 23 oktober 2013 hämtat från the Wayback Machine. Slovenia times. 6 augusti 2011